# Austroplebeia cockerelli
Austroplebeia cockerelli är en biart som först beskrevs av Rayment 1930.  Austroplebeia cockerelli ingår i släktet Austroplebeia och familjen långtungebin. Inga underarter finns listade.